# Gambusie komáří
Gambusie komáří (někdy též živorodka komáří nebo živorodka komáří zlatá, Gambusia affinis) je drobná sladkovodní ryba z čeledi živorodkovití. Pochází z jižní části Severní Ameriky a Mexika. Je chována také jako akvarijní ryba. Patří mezi 100 nejvíce invazních druhů světa. 

## Výskyt
Tato rybka je původem z jihu Spojených států, později byla přenesena do oblastí tropického i mírného pásu. 

## Popis
Samci jsou mnohem menší, mají černé skvrny a mají gonopodium. Samci dorůstají do 3–3,5 cm, samice až do 7 cm. Chová se často jako potrava pro dravé druhy nebo pro mořské ryby, protože vydrží i 5 minut ve slané vodě.

## Chov
Pro chov není příliš atraktivní, ale lze ji chovat v malé až středně velké nádrži. Je nenáročná.
Vyhovuje jí hustá a jemnolistá výsadba rostlin, v akváriu by měly být skalky, kořeny a úkryty. Ryby zvládají teploty v rozsahu 15–30 °C. Potravu tvoří suché krmivo, řasy, občas i komáří larvy. Tvrdost vody postačí 2–30 °dGH a neutrální pH.
Navzájem jsou přátelské, ale vůči ostatním druhům jsou někdy agresivní.

## Rozmnožování
Samička je velmi plodná, stejně jako všechny živorodky, rodí živá mláďata. Rodiče však zůstávají při svém potomstvu velmi blízko.